# Laurel und Hardy: Männer im Schornstein
Dirty Work ist eine US-amerikanische Kurzfilm-Komödie mit dem Komikerduo Laurel und Hardy in der Hauptrolle. Der Film startete am 25. November 1933 in den US-amerikanischen Kinos, der deutsche Kinostart war 1956. Im deutschsprachigen Raum ist der Film unter den Titeln Schmutzige Arbeit, Männer im Schornstein, Dick & Doof als Schornsteinfeger und Dick und Doof als Kaminkehrer bekannt.

## Handlung
Stan und Ollie wollen als Schornsteinfeger den Kamin des verrückten Wissenschaftlers Professor Noodle fegen. Durch die Ungeschicklichkeit Stans kommt es zu allerhand lustiger Unglücke, die damit enden, dass die beiden das gesamte Wohnzimmer mit Asche verschmutzen. Während Noodles Butler beschmutzt den Ort des Geschehens verlässt und sich ins Bad begibt, bittet der Professor die beiden, ihm bei seinem Experiment, einer Verjüngungskur, zur Seite zu stehen. Mit der genannten Tinktur ist es möglich, sowohl Tiere als auch Menschen um etwa 30 Jahre jünger zu machen. Als der Professor die beiden kurz unbeaufsichtigt lässt, wollen sie sich der Wahrheit vergewissern und lassen einen Karpfen im Wasserbecken schwimmen. Stan schubst Ollie versehentlich mit der gesamten Tinktur in das Becken. Ollie kommt als Schimpanse wieder aus dem Becken heraus.

## Hintergrund
Die Dreharbeiten fanden zwischen dem 7. bis 19. August 1933 in den Studios von Hal Roach statt. Als Kaminruß, der Ollie, Stan und den Butler beschmutzt, wurde Schokolade verwendet. Der Film startete am 25. November 1933 in den US-amerikanischen Kinos, der deutsche Kinostart war 1956.
Ursprünglich war ein viel umfangreicheres Ende vorgesehen: Nachdem der Professor den beiden von seiner Tinktur erzählt, glaubt Ollie ihm nicht. Um ihn zu überzeugen, klettert der Professor selbst in das Becken und verflüchtigt sich in einem chemischen Niemandsland. Er bittet Stan, 30 Tropfen in die Wanne zu tröpfeln, sodass er als junger Mann in diese Welt zurückkehren kann. Allerdings lässt Stan den Behälter fallen, worauf der Professor ihm erklären muss, wie man ein solches Serum herstellen kann. Ollie fällt währenddessen ebenfalls in die Wanne, als er nach einer Flasche „Multi Boni Bevi“ in einem Regal über der Wanne greift. Als Stan das Mittel fertiggestellt hat, fällt auch er als dritter in die Wanne, der schlussendlich 3 verschiedene Affen entsteigen: einer mit Brille, einer mit Ollies Hut und einer, der sich am Kopf kratzt.
Es war die letzte Zusammenarbeit zwischen Laurel und Hardy und ihrem langjährigen Drehbuchautor H. M. Walker.

## Deutsche Fassungen
- Die erste deutsche Fassung erstellte die Internationale Film-Union 1952 unter dem Titel Dick und Doof als Schornsteinfeger. Das Buch schrieb Eberhard Cronshagen nach einer Übersetzung von Catharina Gutjahr. Walter Bluhm und Arno Paulsen waren als Stan und Ollie zu hören.[1]
- Die zweite Fassung, die unter dem gleichen Titel erschien, wurde 1961 bei der Beta-Technik bearbeitet. Die Dialoge stammten von Wolfgang Schick, Regie führte Manfred R. Köhler und die Musik steuerte Conny Schumann bei. Bluhm und Paulsen waren erneut als Stan und Ollie zu hören. Diese Fassung ist auf DVD erschienen.[1]

## Kritiken
„Als originelle Mischung aus einer traditionellen Gag-Comedy und einer Science Fiction-Parodie ist Dirty Work ein durchaus überdurchschnittlicher Laurel & Hardy-Film, in dem nicht nur die beiden Komiker, sondern auch der sein langes Leiden mit Humor tragende Butler des Wissenschaftlers mit wirklich witzigen Dialogen brillieren dürfen.“